# Abderahman Guenuni
Abderahman Guenuni es un deportista marroquí que compitió en taekwondo. Ganó una medalla de bronce en el Campeonato Africano de Taekwondo de 2010, en la categoría de –54 kg.

## Palmarés internacional
| Campeonato Africano | Campeonato Africano | Campeonato Africano | Campeonato Africano |
| Año                 | Lugar               | Medalla             | Categoría           |
| ------------------- | ------------------- | ------------------- | ------------------- |
| 2010                | Trípoli (Libia)     | Medalla de bronce   | –54 kg              |